# Некера периста
Некера периста (Neckera pennata) — вид мохів порядку гіпнобрієвих (Hypnales).

## Поширення
Ареал охоплює такі частини світу: Європа, Північна Америка, Азія, Австралія, Нова Зеландія.
Населяє основи і стовбури дерев, валуни, скельні обриви хвойних і листяних лісів до гірських субальпійських екотонів; від середньої до високої висоти (300–2600 метрів).

## Характеристика

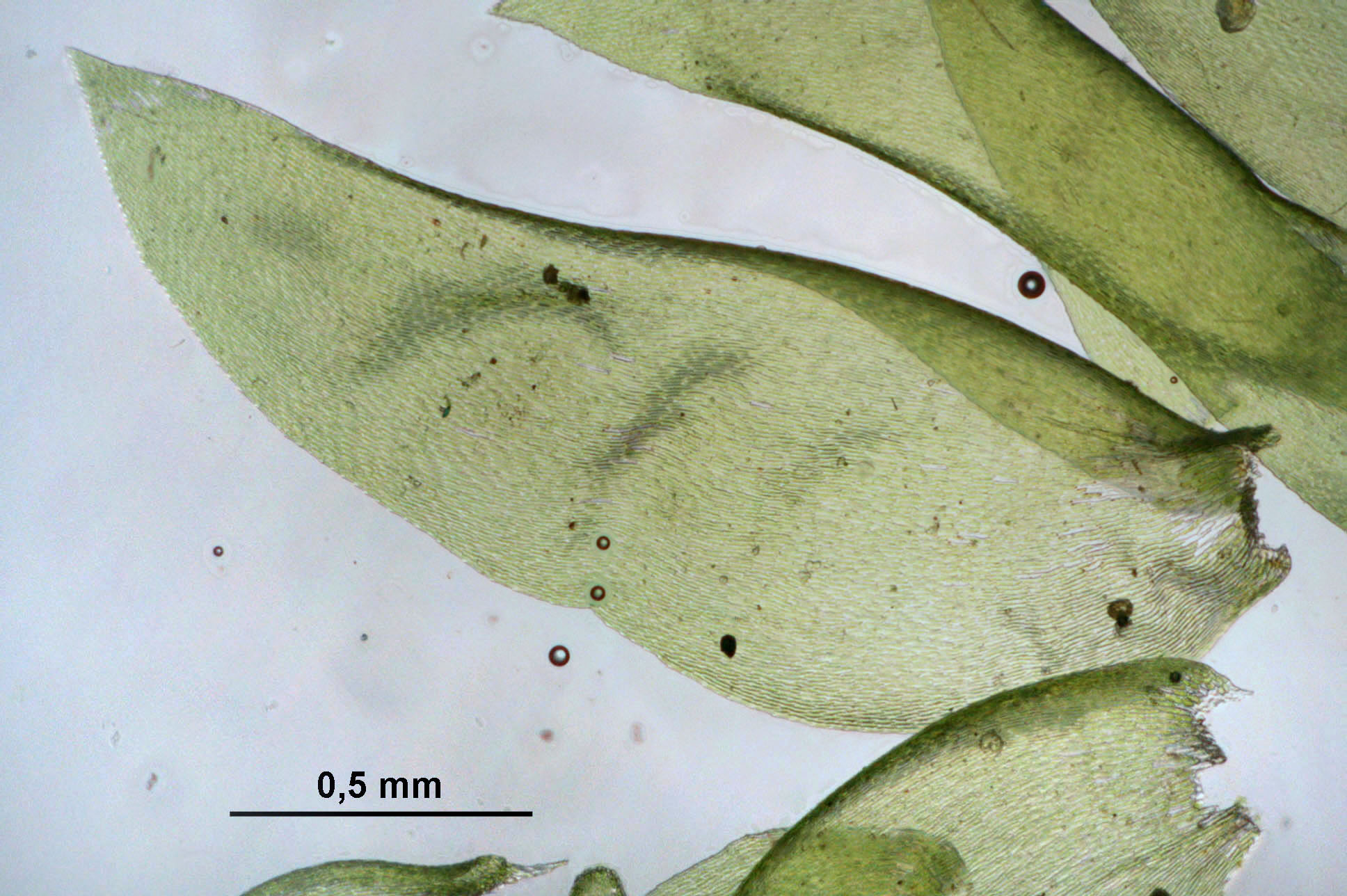

Рослини 5–11 см. Стеблові листки (центральні) видовжено-яйцеподібні, хвилясті, 2–3(5) × 1.2–1.5 мм; краї від зубчастих до цілих проксимально, зубчасті на вершині; верхівка від гострої до широко-гострої. Вид автоіктичний. Коробочкові ніжки 0.1 см.